# モルディブオリンピック委員会
モルディブオリンピック委員会（英語: Maldives Olympic Committee、IOCコード: MDV）は、モルディブを代表する国内オリンピック委員会である。また、コモンウェルスゲームズでモルディブを代表する責任機関でもある。
2012年ロンドンオリンピックに参加した際にはイギリスにおける選手強化拠点としてベッドフォードを選んだ。また2020年東京オリンピックに参加した際には日本における選手強化拠点として神奈川県小田原市を選んでいる。